# رضا فندي
رضا فندي هو لاعب كرة قدم إندونيسي في مركز الوسط، ولد في 15 أكتوبر 1987 في Sigli ‏ في إندونيسيا. لعب مع PSAP Sigli ‏.

## وصلات خارجية
- رضا فندي على موقع قاعدة بيانات كرة القدم.إي يو (الإنجليزية)
- رضا فندي على موقع Soccerway.com (الإنجليزية)